# Енн Єлсі
Енн Єлсі (англ. Anne Yelsey; нар. 28 серпня 1985) — колишня американська тенісистка.
Найвищу одиночну позицію світового рейтингу — 370 місце досягла 18 серпня 2008, парну — 278 місце — 28 липня 2008 року.
Здобула 1 одиночний та 4 парні титули туру ITF.

## Фінали ITF

### Одиночний розряд 3 (1–2)
| турніри $100,000 |
| турніри $75,000  |
| турніри $50,000  |
| турніри $25,000  |
| турніри $10,000  |

| Результат | Ранг | Дата            | Турнір                     | Покриття | Суперниця у фіналі | Рахунок у фіналі   |
| Перемога  | 1.   | 6 серпня 2006   | Сент-Джозеф (Міссурі), США | Тверде   | Стейсі Тан         | 6–3, 6–3           |
| Поразка   | 2.   | 23 вересня 2007 | Цукуба (Ібаракі), Японія   | Тверде   | Їдзіма Куміко      | 4–6, 0–6           |
| Поразка   | 3.   | 6 квітня 2008   | Сьюдад Обрегон, Мексика    | Тверде   | Валерія Пулідо     | 2–6, 7–6(7–3), 2–6 |

### Парний розряд: 6 (4–2)
| турніри $100,000 |
| турніри $75,000  |
| турніри $50,000  |
| турніри $25,000  |
| турніри $10,000  |

| Результат | Ранг | Дата            | Турнір                       | Покриття | Партнерка     | Суперниця у фіналі                    | Рахунок        |
| Поразка   | 1.   | 19 травня 2003  | Ель-Пасо (Техас), США        | Тверде   | Різа Заламеда | Бо Джонс Анжела Жгуна                 | 0–6, 6–7(4–7)  |
| Перемога  | 2.   | 9 липня 2006    | Колледж-Парк (Меріленд), США | Тверде   | Ліндсі Нелсон | Чінь-Вей Чань Наталі Грандін          | 6–1, 6–3       |
| Поразка   | 3.   | 6 серпня 2006   | Сент-Джозеф (Міссурі), США   | Тверде   | Морін Діаз    | Крістіан Томпсон Катріна Томпсон      | 5–7, 6–3, 2–6  |
| Перемога  | 4.   | 19 червня 2007  | Ното (Ісікава), Японія       | Килим    | Софі Фергюсон | Хамамура Нацумі Танака Марі           | 7–6(10–8), 6–1 |
| Перемога  | 5.   | 5 серпня 2007   | Сент-Джозеф (Міссурі), США   | Тверде   | Вітні Дісон   | Аманда Краддок Вітні Маккрей          | 6–2, 7–5       |
| Перемога  | 6.   | 31 березня 2008 | Сьюдад Обрегон, Мексика      | Тверде   | Міямура Мікі  | Ана Клара Дуарте Фернанда Ерменежилду | 6–0, 6–1       |